# یواس‌اس جنسی (ای‌اوجی-۸)
یواس‌اس جنسی (ای‌اوجی-۸) (به انگلیسی: USS Genesee (AOG-8)) یک کشتی بود که طول آن ۳۱۰ فوت ۹ اینچ (۹۴٫۷۲ متر) بود. این کشتی در سال ۱۹۴۳ ساخته شد.